# Liste des sénateurs de Haut-Lomami
Voici un historique des sénateurs pour la Province de Haut Lomami. La Province de Haut Lomami compte 4 sénateurs, dont 3 hommes et une seule femme.
Les sénateurs de Haut Lomani sont élus au second degré par l'Assemblée provinciale de Haut Lomami.

## Mandature 2019-2024
L'élection des sénateurs a lieu le 15 mars 2019, la validation des mandats se déroule le 5 avril 2019 au siège de Sénat. 
| Prénom Nom Post-Nom          | Sexe | Parti       | Notes           |
| ---------------------------- | ---- | ----------- | --------------- |
| KABUYA LUMANA SANDO CELESTIN | M    | AFDCA       | élu par 4 voix  |
| KABAMBA WA UMBA ISABELLE     | F    | MIP         | élu par 4 voix  |
| KAPYA NTUMBA AUGUSTIN        | M    | AAB         | élue par 2 voix |
| MANDE MUYOMBO GUY            | M    | indépendant | élu par 2 voix  |